# Бильдюдалюр
Бильдюдалюр (исл. Bíldudalur; слушатьо файле) — небольшое поселение на берегу Арнар-фьорда (исл. Arnarfjörður) в Исландии.

## География
Билдюдалюр расположен примерно в 120 км к юго-западу от Исафьордюра, в общине Вестюрбиггд (исл. Vesturbyggð) на Западных Фьордах и насчитывает около 200 жителей (по состоянию на январь 2016 года). Поселение и близлежащая местность обслуживаются аэропортом Билдюдалюр, находящимся примерно в восьми километрах к югу.
Поселение располагается на берегу бухты Бильдюдальсвогюр (исл. Bíldudalsvogur), которая находится с западной стороны Арнар-фьорда. К северу от Бильдюдалюра находится гора Бильдюдальсфьядль (исл. Bíldudalsfjall), а к югу — гора Отрадальсфьядль(исл. Otradalsfjall).

## История

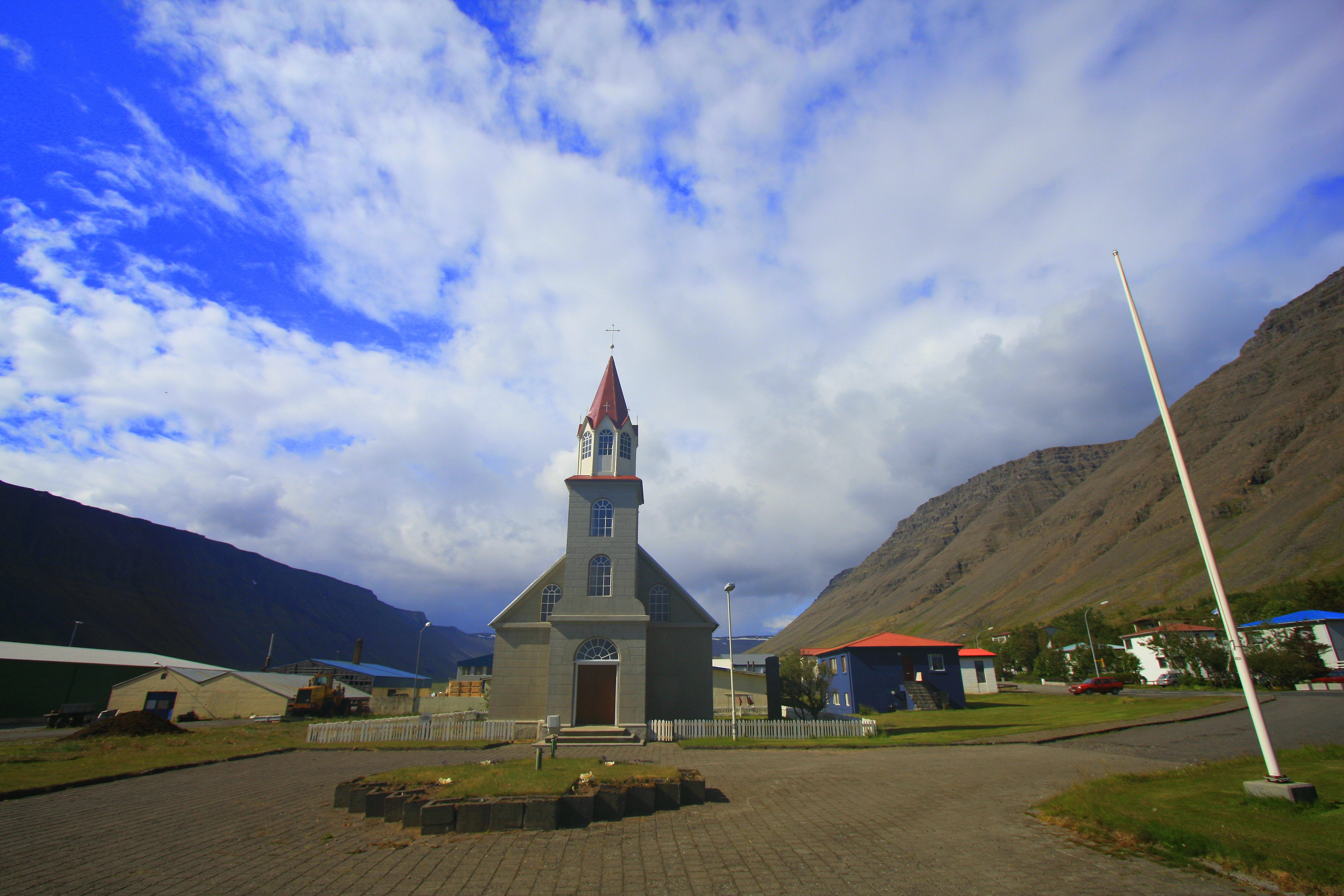
Бильдюдалькиркья

Бильдюдалюр имеет относительно долгую историю, в том числе как один из немногих центров датской монопольной торговли в Исландии. Процветание поселения началось в XVIII века, сразу после окончания датской торговой монополии, благодаря бурному развитию свободной исландской рыболовли и рыботорговли. В частности, Олафюр Торласиус (1761—1815), бывший в то время одним из самых влиятельных бизнесменов Исландии, имел в Бильдюдалюре свой небольшой рыболовный флот и рыбоперерабатывающее предприятие, а также занимался скупкой рыбы в других поселениях и её продажей в Испании. Один из его преемников, Пьетюр Торстейнссон (1854—1924) успешно продолжал это прибыльное дело до начала XXI века, когда упадок рыболовли в Исландии из-за оскудения рыбных запасов и введения строгих квот исландским правительством, привели к закрытию предприятий и исчезновению рыболовецкого флота в Билдюдалюре.
Гисли Йонссон, член Исландского Альтинга, какое-то время владел землей в Бильдюдалуре и основал там фабрику по производству консервированного горошка, в честь которого впоследствии был назван ежегодный фестиваль в Бильдюдалуре.
В 1943 году случилась большая трагедия в которой погибло много жителей Бильдюдалюра — 17 февраля теплоход Þormóður направлявшийся в Рейкьявик из Патрексфьордюра, напоролся на скалы возле западной оконечности Снайфедльснеса и затонул со всем экипажем из 7 человек и 24 пассажирами, в основном жителями Бильдюдалюр.
Одним из самых известных жителей Бильдюдалюра является исландский поэт, писатель и художник Хафлиди Тордур Магнуссон (1935—2011), который жил в Бильдюдалюре, работал там рыбаком и преподавал мореплавание в местной школе. Он также основал любительскую театральную труппу в Билдудалуре и какое-то время был ее председателем.

С 1987 по 1994 год, Бильдюдалюр являлся центром общины Bíldudalshreppur в Вестур-Бардастрандарсисле. В 1994 году община Bíldudalshreppur была объединена с Barðastrandarhreppur, Rauðasandshreppur и Patrekshreppur в новую общину под названием Vesturbyggð, частью которой Бильдюдалюр сейчас является. Это фактически единственное поселение во всем Арнар-фьорде.
В деревне сейчас находится фабрика по переработке водорослей, которая обеспечивает работой многих жителей, обрабатывая богатые минералами морские водоросли, в изобилии встречающиеся в Арнар-фьорде. Деревня также является популярным туристическим направлением, особенно для любителей рыбалки и художников ищущих вдохновение в живописных пейзажах.
Местная церковь, Бильдюдалькиркья (исл. Bíldudalskirkja), была построена в 1906 году, а до этого жители несколько столетий ходили на мессу в соседнюю Отрадальскиркью (исл. Otradalskirkja), расположенную в пяти километрах к югу, в долине Отрадалюр за горой Отрадальсфьядль.
В Бильдюдалюр сохранилась старая кузнечная мастерская, построенная Пьетюром Торстейнссоном — одним из самых успешных предпринимателей в Исландии, в 1895 году.